# Coupe du monde de luge 2015-2016
Navigation
Édition précédente Édition suivante
La coupe du monde de luge 2015-2016 est la 39e édition de la Coupe du monde de luge, compétition de luge organisée annuellement par la Fédération internationale de luge.
Elle se déroule entre le 28 novembre 2015 et le 21 février 2016 sur 9 étapes organisées en Europe et en Amérique du Nord.
Les vainqueurs du classement général hommes, femmes et doubles se voient remettre un gros Globe de cristal tandis que les vainqueurs des épreuves sprint se voient remettre un petit Globe de cristal. 

## Programme de la saison
| \| Altenberg Innsbruck Königssee Oberhof Sigulda Sotchi Winterberg \| Sites des compétitions en Europe. |
| Altenberg Innsbruck Königssee Oberhof Sigulda Sotchi Winterberg                                         |

| \| Lake Placid Park City Calgary \| Sites des compétitions en Amérique du Nord. |
| Lake Placid Park City Calgary                                                   |

## Attribution des points
Les manches de Coupe du monde donnent lieu à l'attribution de points, dont le total détermine le classement général de la Coupe du monde.

Ces points sont attribués selon cette répartition :
| Place  | 1   | 2  | 3  | 4  | 5  | 6  | 7  | 8  | 9  | 10 | 11 | 12 | 13 | 14 | 15 | 16 | 17 | 18 | 19 | 20 | 21 | 22 | 23 | 24 | 25 | 26 | 27 | 28 | 29 |
| ------ | --- | -- | -- | -- | -- | -- | -- | -- | -- | -- | -- | -- | -- | -- | -- | -- | -- | -- | -- | -- | -- | -- | -- | -- | -- | -- | -- | -- | -- |
| Points | 100 | 85 | 70 | 60 | 55 | 50 | 46 | 42 | 39 | 36 | 34 | 32 | 30 | 28 | 26 | 25 | 24 | 23 | 22 | 21 | 20 | 19 | 18 | 17 | 16 | 15 | 14 | 13 | 12 |

## Classements généraux
| Rang | Nom            | Points |
| ---- | -------------- | ------ |
| 1    | Felix Loch     | 940    |
| 2    | Wolfgang Kindl | 795    |
| 3    | Chris Mazdzer  | 700    |
| 4    | Ralf Palik     | 628    |
| 5    | Andi Langenhan | 617    |

| Rang | Noms                                 | Points |
| ---- | ------------------------------------ | ------ |
| 1    | Tobias Wendl / Tobias Arlt           | 1037   |
| 2    | Toni Eggert / Sascha Benecken        | 962    |
| 3    | Peter Penz / Georg Fischler          | 785    |
| 4    | Christian Oberstolz / Patrick Gruber | 668    |
| 5    | Matthew Mortensen / Jayson Terdiman  | 532    |

| Rang | Nom                  | Points |
| ---- | -------------------- | ------ |
| 1    | Natalie Geisenberger | 895    |
| 2    | Tatiana Ivanova      | 771    |
| 3    | Tatjana Hüfner       | 769    |
| 4    | Erin Hamlin          | 747    |
| 5    | Summer Britcher      | 726    |

| Rang | Nation     | Points |
| ---- | ---------- | ------ |
| 1    | Allemagne  | 491    |
| 2    | Russie     | 385    |
| 3    | États-Unis | 375    |
| 4    | Canada     | 355    |
| 5    | Lettonie   | 325    |